# 簇蓝鸦
簇蓝鸦（学名：[Cyanocorax dickeyi] 错误：{{Lang}}：文本有斜体标记（帮助））是鸦科蓝鸦属的一种，为墨西哥的特有种。全球活动范围约为38,600平方千米。该物种的保护状况被评为近危。
簇蓝鸦的平均体重约为176.0克。栖息地包括亚热带或热带的旱林、亚热带或热带的湿润山地林和河流、溪流。